# Свято-Варваринский собор (Пинск)
Свя́то-Варва́ринский собо́р (Собо́р Свято́й великому́ченицы Варва́ры, Варва́ринская це́рковь) — православный храм в городе Пинске Брестской области, кафедральный собор Пинской и Лунинецкой епархии Белорусского экзархата Русской православной церкви. Памятник архитектуры барокко. Наиболее поздний памятник храмостроительства ордена бернардинцев в Великом княжестве Литовском. Как составная часть ансамбля бывшего монастыря бернардинцев Варваринская церковь наряду с монастырским корпусом, звонницей и росписью алтарной части входит в «Государственный список историко-культурных ценностей Республики Беларусь», являясь объектом историко-культурного наследия республиканского значения (категория № 2). Престольный праздник в храме — 17 декабря (день памяти Святой великомученицы Варвары).

## История
В 1712 году в пинском предместье Каролин был построен деревянный костёл Михаила Архангела по фундации Михаила Вишневецкого и его жены Екатерины из Дольских: гетман великий литовский выписал бернардинцам 8547 рублей серебром, назначив также жалование и ежегодную выплату в 1700 злотых и 41 бочку разного зерна, и подарил луг. Данный костёл наряду с небольшим одноэтажным деревянным зданием пинского монастыря бернардинцев отобразил на своей карте бернардинских монастырей литовской провинции, выгравированной в 1750—1760-е года, Гирш Лейбович. В 1786 году на месте данного деревянного костёла в монастыре бернардинцев был возведён каменный костёл Михаила Архангела, представлявший собой небольшой однонефный бескупольный храм с большой полукруглой алтарной апсидой. В. Грабовский, городничий Берестейского воеводства, выдал на строительство храма 16 тысяч злотых. Примерные размеры храма, покрытого черепицей и имевшего подвал, были следующими — 29,8 × 14,4 × 12,4 м. Хоры костёла, устроенные в нартексе, опирались на два массивных крупных столба. Главный фасад, равный по ширине кораблю храма и отличавшийся лаконичной архитектурой, отличали арочный портал входа и треугольный фронтон. Барочную декорацию его составляли плоскорельефные пилястры, а также ниши, наличники и пояса такой же пластики. Пристроенные к костёлу со стороны главного фасада две трёхъярусные башни, увенчанные небольшими куполами, с двумя нижними четвериковыми и верхним восьмериковым ярусами («восьмерик на четверике») до наших дней не сохранились. В 1795 году отдельно была воздвигнута каменная колокольня под черепичной кровлей. В начале XIX века были достроены сакристия и прилегающее помещение. В 1832 году, после восстания 1830—1831 годов, монастырь бернардинцев был закрыт.
В 1830-е годы произошла реконструкция костёла под православную Свято-Варваринскую церковь. При этом был внесён ряд архитектурных изменений: высокая стропильная крыша была заменена на более покатую; в центре конька был возведён фальшивый барабан с луковичной главой. При этом был сохранён позднебарочный фигурный аттиковый фронтон.
Сам собор, двухэтажный монастырский корпус, пристроенный в начале XIX века к храму с северной стороны и вмещавший в 1858—1875 годах православный женский Варваринский монастырь (ныне — онкодиспансер), и двухъярусная звонница, воздвигнутая в стиле классицизма с западной стороны от храма, составляют единый архитектурный ансамбль.
В период нахождения Западной Белоруссии под властью Польши храм продолжал действовать как православный. Так, в издании 1936 года, выпущенном накануне открытия в Пинске первой полесской сельскохозяйственной выставки, церковь Святой Варвары упомянута как православная в списке культовых зданий города (адрес того времени — ул. Бернардинская, 38). В середине XX века интерьер данного храма был обновлён: в частности, был установлен новый иконостас, а также была выполнена роспись алтарной части. Долгое время данная церковь, прозванная в народе «намоленной», оставалась единственным православным храмом города Пинска: именно здесь «множество поколений пинчан …крестились, венчались, отпевались». В рамках подготовки к круглой дате — к 180-летию со дня освящения храма — в нём несколько лет велись ремонтно-реставрационные работы: был сделан капитальный ремонт внутри храма, были заменены пол и отопление, а также был установлен новый иконостас. Был осуществлён ремонт фасада данной церкви, планировалось также строительство входного тамбура согласно проекту, сохранившемуся с начала XX века. Настоятелем собора является протоиерей Константин Балакай (благочинный Пинского благочиния, секретарь епархии). При храме действуют воскресная школа (как для взрослых, так и для детей), небольшая библиотека" и православный молодёжный центр в честь преподобномученика Макария, а также сестричество во имя Св. вмц. Елисаветы.

## Архитектура
Чёткий и компактный прямоугольный объём собора, представляющего собой однонефный безбашенный храм, сочетается с развитой полукруглой (полуциркульной) алтарной апсидой с пресбитерием, непосредственно связанным с главным залом. Завершением главного фасада, ось симметрии которого выделена прямоугольным входным проёмом, высоким арочным оконным проёмом над ним и круглой люкарной завершающего трёхлопастного фронтона сложного профиля, служит фигурный аттик с маковкой в стиле позднего барокко, чьи плавные абрисы призваны подчеркнуть центрально-осевое построение фасада. Декором же фасада, раздёлённого на три части пилястрами большого ордера, служат раскрепованные карнизы, пилястры, боковые экседры, пояски, обрамления окон и прочие детали. Ритмичное расчленение боковых фасадов, являющихся плоскостными, создаётся при помощи высоко поднятых арочных проёмов и лопаток в простенках. По центру собора, имеющего двухскатную крышу, воздвигнут восьмигранный деревянный барабан с луковичной главой. Оконные проёмы, расположенные в два яруса, имеют полуциркульное завершение.
Перекрытием залу служит цилиндрический свод с распалубками на одиночных подпружных арках, в то время как перекрытие большой крипты, находящейся непосредственно под храмом, составляют массивные крестовые своды в два пролёта. Для укрепления цилиндрического свода служат сильно выступающие пилоны, украшенные пилястрами. В свою очередь, подпружные арки, перекрывающие пространство между пилонами, идут в продольном направлении. Использование данного приёма было направлено на усиление статики высоких стен собора и восприятие распора сводов из-за отсутствия боковых нефов. Профилированный карниз, отделяющий своды от стен, опоясывает последние, будучи оптически продолженным и в апсиде.
В стенах собора встречаются ряды плинфы. Хоры, размещённые в западной части зала над входом, опираются на два столба. Полукруглую апсиду, расчленённую на два яруса рисованным орнаментальным фризом (с гирляндами), в который переходит профилированный карниз, покрывает монохромная роспись в технике гризайль в стиле раннего классицизма, имитирующая разнообразные архитектурные приёмы. Так, в нижнем ярусе размещены изображения полуротонды и расходящихся галерей, которые образует ряд пилонов и колонн коринфского ордера, за счёт чего передаётся глубинная перспектива пространства. Декор, аналогичный прорисованным на крыше ротонды кессонам, имеется на подпружных арках главного зала; в распалубках свода помещены «иллюзионистические» купола. Лучковые окна конхи, над которыми нарисованы небольшие плафоны, обрамляет стилизованный растительный орнамент. В конхе апсиды находится изображение начала XX века — «Богоматерь с младенцем».

Планы Свято-Варваринского собора
План собора
Поперечный разрез

## Иконы

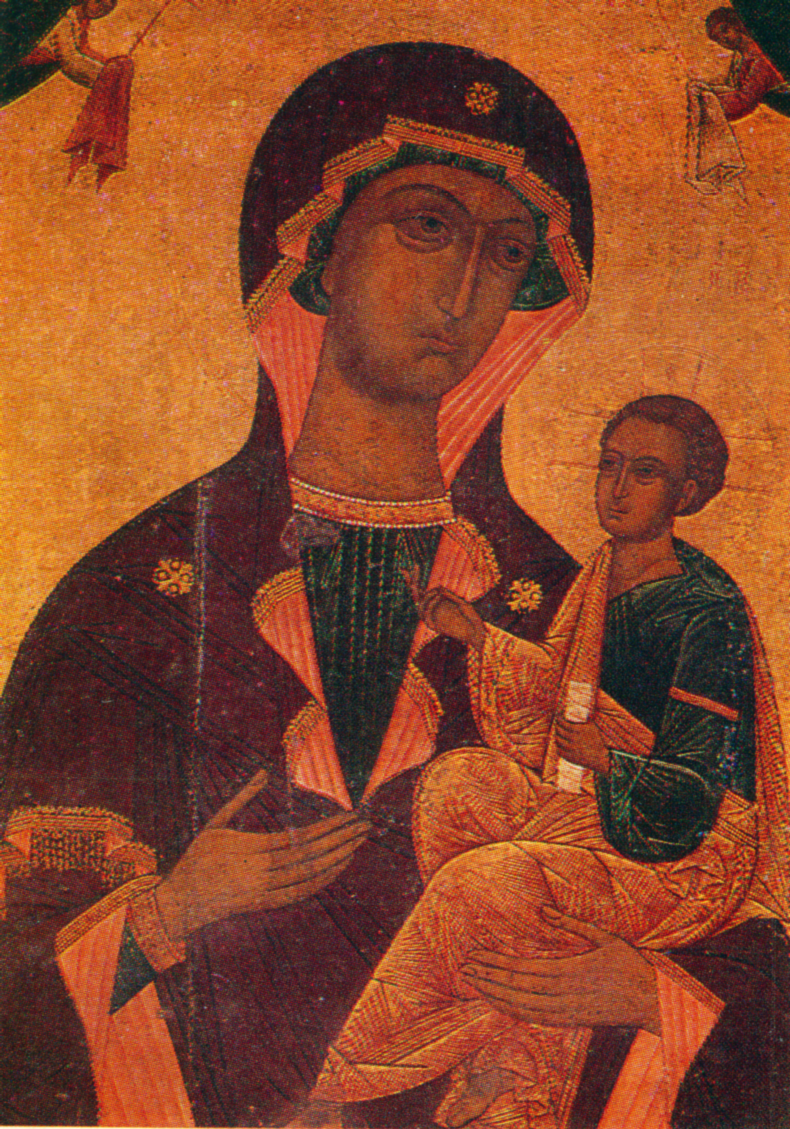
Образ «Богоматерь Одигитрия Иерусалимская». XVI век

В соборе находятся следующие образа: «Богоматерь Одигитрия Иерусалимская», «Покров» (1732), «Богоматерь Умиление» (1751), «Три святителя» (1765), «Спас Пантократор» («Христос Вседержитель») (1776), «Николай Чудотворец» и «Троица Ветхозаветная» (XVIII век), образ-феретрон «Вход в Иерусалим» и «Воскрешение Лазаря» (середина XVIII века), «Житие святых Екатерины и Анны» (XIX век), а также на алтарной стене присутствует фресковая роспись XIX века — «Богоматерь». Храмовой иконой является образ Святой великомученицы Варвары с частичками мощей.
Образ «Богоматерь Одигитрия Иерусалимская», являющийся памятником иконописи XVI века и отличающийся художественной выразительностью, вытянутыми пропорциями и в некоторой степени тёмной красочной гаммой, был выполнен яичной темперой на доске, на данный момент — под потемневшей олифой. Размеры иконы, которую выявила в 1958 году 3-я экспедиция Государственного художественного музея БССР, — 188×139×2,5. Богоматерь, представленная на позолоченном фоне практически поколенно, облачена в следующие одежды: синий хитон с бело-красной каймой, которую по горловине и рукавах украшает позолоченный и жемчужный орнамент; мафорий тёмно-красного цвета на розовой подкладке и синий чепец. Богомладенец, сидящий на её левой руке, облачён в охристо-синий хитон и тёмно-красный с тонко нанесённым ассистом плащ. Богомладенец, держа в левой руке свиток, правой рукой же благословляет. Ангелы, выглядывающие вверху по углам из-за синих драпировок, облачены в одежды красного и белого цветов и держат Орудия Страстей. Нимбы Богоматери и Богомладенца ографлены, так же как и орнаментированные извилистые побеги. Характерными чертами данного образа являются необыкновенная величественность композиции и монументальный образный строй наряду с подчёркнутой экспрессивностью изобразительного языка. Указанием на связь иконы, выполненной в традициях древнерусского искусства и, тем не менее, имеющей явные черты византийской традиции, с позднепалеологовским возрождением служат утончённый рисунок, классически правильные черты лица, богатый и довольно жёсткий ассист и густой колер. Уклон в графичность, выделяющий данную весьма профессионально выполненную переработку греческого образца, сильно отличает образ от икон новгородского круга той же иконографии. В то же время колорит, красота, силуэт и музыкальность линий данного образа, его трепетная и деликатная живопись ликов тёмной карнации перекликаются с творениями иконописца Дионисия. Возможно, именно данная икона является той самой известной реликвией упразднённого пинского Лещинского монастыря, о которой в конце XIX века упоминали краеведы А. И. Миловидов и Л. Паевский.
Образ «Богоматерь Умиление», датирующийся 1751 годом, выполнен на доске яичной темперой, использованы также были металл, серебрение, чеканка, литьё, гравировка, стекло; на данный момент — под потемневшей олифой. Размеры иконы, которую выявила в 1958 году 3-я экспедиция Государственного художественного музея БССР, — 120×69×2. Внизу ризы образа в две строчки размещён следующий текст: «Я, Тымовей Хыль с женою своею Ирыною, надаю шату престой Богородице Богоявленской року (1751)».

## В литературе
Николай Семёнович Лесков в книге путевых очерков «Из одного дорожного дневника», описывая своё пребывание в Пинске, сообщает о Свято-Варваринском соборе следующее:

В ограде этого монастыря помещается довольно красивая церковь в западном стиле, большой каменный корпус, в котором отделана только одна небольшая часть и большой деревянный флигель. Я шёл в монастырь для того, чтобы видеть … фрески, оставшиеся на стенах храма бр<атьев> бернардинов. …
Фрески сохранились только справа, над окном, да в алтаре над горним местом. Последняя картина аль фреско, изображающая архангела Михаила, поразившего дьявола, очень хорошо сохранилась. Остальное всё густо забелено мелом.

— Зачем вы, матушка, забелили стенопись? — спросил я игуменью, выйдя из алтаря.

— Да как было не забелить? Всё было стёрто, поцарапано, безобразно уж было.

— Отчего же она так попортилась?

— Провиант тут жиды насыпали, ну, сырость от него шла, пыль, лопатами царапали.

— Так очень уж были попорчены картины?

— Совсем попорчены, нельзя было не забелить.

## Комментарии
1. ↑  Иногда в качестве даты приводится 1717 год. См.: Słownik geograficzny Królestwa Polskiego i innych krajów słowiańskich. — Warszawa, 1887. — S. 171. — 960 S.; Informator m. Pińska. — Pińsk, 1936. — S. 12.
2. ↑  Иногда в качестве даты постройки собора приводятся 1765—1786 годы. См.: Ярашэвіч А. Пінскі кляштар бернардзінцаў // Энцыклапедыя гісторыі Беларусі / рэдкал.: Г. П. Пашкоў (галоўны рэд.) і інш. — Минск: БелЭн, 1999. — Т. 5. М—Пуд. — С. 501. — 592 с. — ISBN 985-11-0141-9.; Пинский костёл и коллегиум бернардинцев // Республика Беларусь / Редкол.: Г. П. Пашков и др. — Минск: БелЭн, 2008. — Т. 6. — С. 69. — 752 с. — ISBN 978-985-11-0407-5.; Ярашэвіч А. Пінскі кляштар бернардзінцаў // Вялікае княства Літоўскае / Рэдкал.: Г. П. Пашкоў (гал. рэд.) і інш. — Минск: БелЭн, 2007. — С. 436. — 792 с. — ISBN 978-985-11-0394-8..
3. ↑  Т. В. Габрусь определяет стиль росписей как переходный от барокко к классицизму. См.: Габрусь Т. В. Мураваныя харалы: сакральная архітэктура беларускага барока. — Минск: Ураджай, 2001. — С. 33. — 244 с. — ISBN 985-04-0499-X..
4. ↑  Иногда в качестве датировки образа приводится XV век. См.: Гісторыя беларускага мастацтва / Рэдкал.: С. В. Марцэлеў (гал. рэд.) і інш; Рэд. тома С. В. Марцэлеў, Л. М. Дробаў. — Минск: Навука і тэхніка, 1987. — Т. 1: Ад старажытных часоў да другой паловы XVI ст. — С. 192. — 304 с.